# Rhacochelifer
Rhacochelifer afghanicus es un género de arácnido del orden Pseudoscorpionida de la familia Cheliferidae.

## Especies
Las especies de este género son:
- Rhacochelifer afghanicus Beier, 1959
- Rhacochelifer andreinii Beier, 1954
- Rhacochelifer balcanicus (Redikorzev, 1928)
- Rhacochelifer barkhamae Mahnert, 1980
- Rhacochelifer brevimanus (Kolenati, 1857)
- Rhacochelifer caucasicus (Daday, 1889)
- Rhacochelifer chopardi Vachon, 1950
- Rhacochelifer corcyrensis (Beier, 1930)
  - Rhacochelifer corcyrensis bicolor
  - Rhacochelifer corcyrensis corcyrensis
  - Rhacochelifer corcyrensis procerus
- Rhacochelifer disjunctus (L. Koch, 1873)
- Rhacochelifer euboicus Mahnert, 1977
- Rhacochelifer frivaldszkyi
- Rhacochelifer gracilimanus Mahnert, 1993
- Rhacochelifer henschii (Daday, 1889)
- Rhacochelifer hoggarensis Vachon, 1940
- Rhacochelifer iranicus
- Rhacochelifer lobipes (Beier, 1929)
- Rhacochelifer longeunguiculatus Beier, 1963
- Rhacochelifer maculatus (L. Koch, 1873)
- Rhacochelifer massylicus Callaini, 1983
- Rhacochelifer mateui Heurtault, 1971
- Rhacochelifer melanopygus (Redikorzev, 1949)
- Rhacochelifer nubicus Beier, 1962
- Rhacochelifer peculiaris (L. Koch, 1873)
- Rhacochelifer pinicola (Nonidez, 1917)
- Rhacochelifer quadrimaculatus (Tömösváry, 1882)
- Rhacochelifer saharae Beier, 1962
- Rhacochelifer samai Callaini, 1987
- Rhacochelifer schawalleri Dashdamirov, 1999
- Rhacochelifer similis Beier, 1932
- Rhacochelifer sonyae Mahnert, 1991
- Rhacochelifer subsimilis Vachon, 1940
- Rhacochelifer tauricus Beier, 1969
- Rhacochelifer tenuimanus Heurtault, 1971
- Rhacochelifer tibestiensis Heurtault, 1971
- Rhacochelifer tingitanus (L. Koch, 1873)
- Rhacochelifer villiersi Vachon, 1938